# William Richard Griffin
William Richard Griffin (* 1. September 1883 in Chicago; † 18. März 1944) war ein US-amerikanischer römisch-katholischer Geistlicher und Weihbischof in La Crosse.

## Leben
William Richard Griffin empfing am 25. Mai 1907 das Sakrament der Priesterweihe.
Am 9. März 1935 ernannte ihn Papst Pius XI. zum Titularbischof von Lydda und zum Weihbischof in La Crosse. Der Erzbischof von Chicago, George Kardinal Mundelein, spendete ihm am 1. Mai desselben Jahres die Bischofsweihe; Mitkonsekratoren waren der Weihbischof in Saint Louis, Christian Hermann Winkelmann, und der Weihbischof in Chicago, William David O’Brien.